# Errore scusabile
L'errore scusabile è un istituto creato, nel diritto amministrativo, dalla dottrina e dalla giurisprudenza volta a dare efficacia ad un atto che, secondo un'interpretazione letterale della norma amministrativa, sarebbe in realtà inefficace.

## Ratio
Tale principio tiene conto della difficoltà che i cittadini possono avere a fronte della complessità dell'ordinamento giuridico, il quale non pone rimedio alle condotte errate dei cittadini (esiste il principio che la legge deve essere conosciuta, ma non sempre questo è possibile), se non attraverso il meccanismo dell'"errore scusabile", che tende a temperare i rigori di quel principio; esso fa sì che il soggetto possa essere rimesso nei termini laddove vi sia stato un errore in conseguenza della complessità del sistema giuridico, ritenendo che questo errore sia scusabile e che il cittadino non debba averne pregiudizio. 
In questo caso con la decisione si dichiara l'inammissibilità dell'atto, dichiarando però anche che quel soggetto, per "errore scusabile", è rimesso nei termini per presentare un ricorso gerarchico, oppure un ricorso giurisdizionale. Se vi sono delle irregolarità, queste potranno essere sanate. 
Le irregolarità non danno luogo ad invalidità, sono vizi minori: ad esempio, atti che non vengono presentati in bollo e invece dovevano essere presentati bollati possono essere sanabili, e l'autorità procedente deve assegnare un termine per questa; se non vengono sanate dopo che vi è stata l'intimazione, si può dichiarare l'improcedibilità.

## Secondo il codice vigente
Questo principio si riteneva necessario dalla dottrina formatasi sotto il vigore del codice abrogato, che lo giustificava ricorrendo alla teoria della responsabilità. Essendosi informato il codice vigente alla diversa teoria della riconoscibilità, che dà importanza all'affidamento di chi riceve la dichiarazione, non sembra che possa giocare la scusabilità o meno dell'errore.